# Blankenberge
Blankenberge é um município belga da província de Flandres Ocidental. O município é constituído pelas vilas de Blakenberge e Uitkerke.
Em 1 de Janeiro de 2014 o município tinha uma população de 19.879 habitantes, uma superfície de 17.41 km² e uma densidade populacional 1.140 habitantes por km².
A localidade possui uma praia arenosa e uma estrutura única ao longo da costa belga: um molhe de 350 metros de extensão, construído em 1933. 
Famosos habitantes da localidade foram Adolf Eugen Fick, o inventor das lentes de conta(c)to que morreu nesta localidade e o pintor flamengo Frans Masereel, nascido em Blakenberge em 1889.

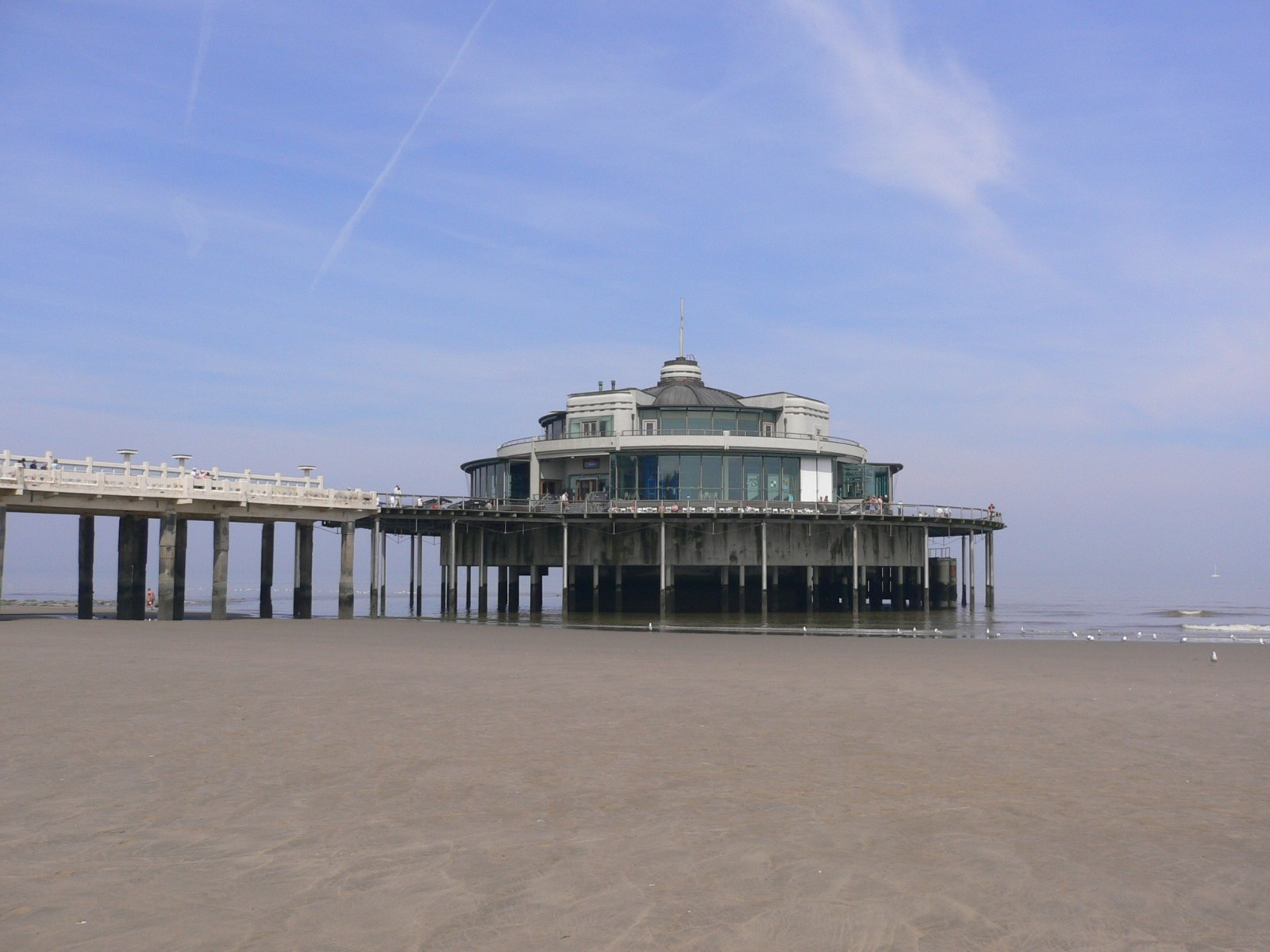
O molhe de Blankenberge.

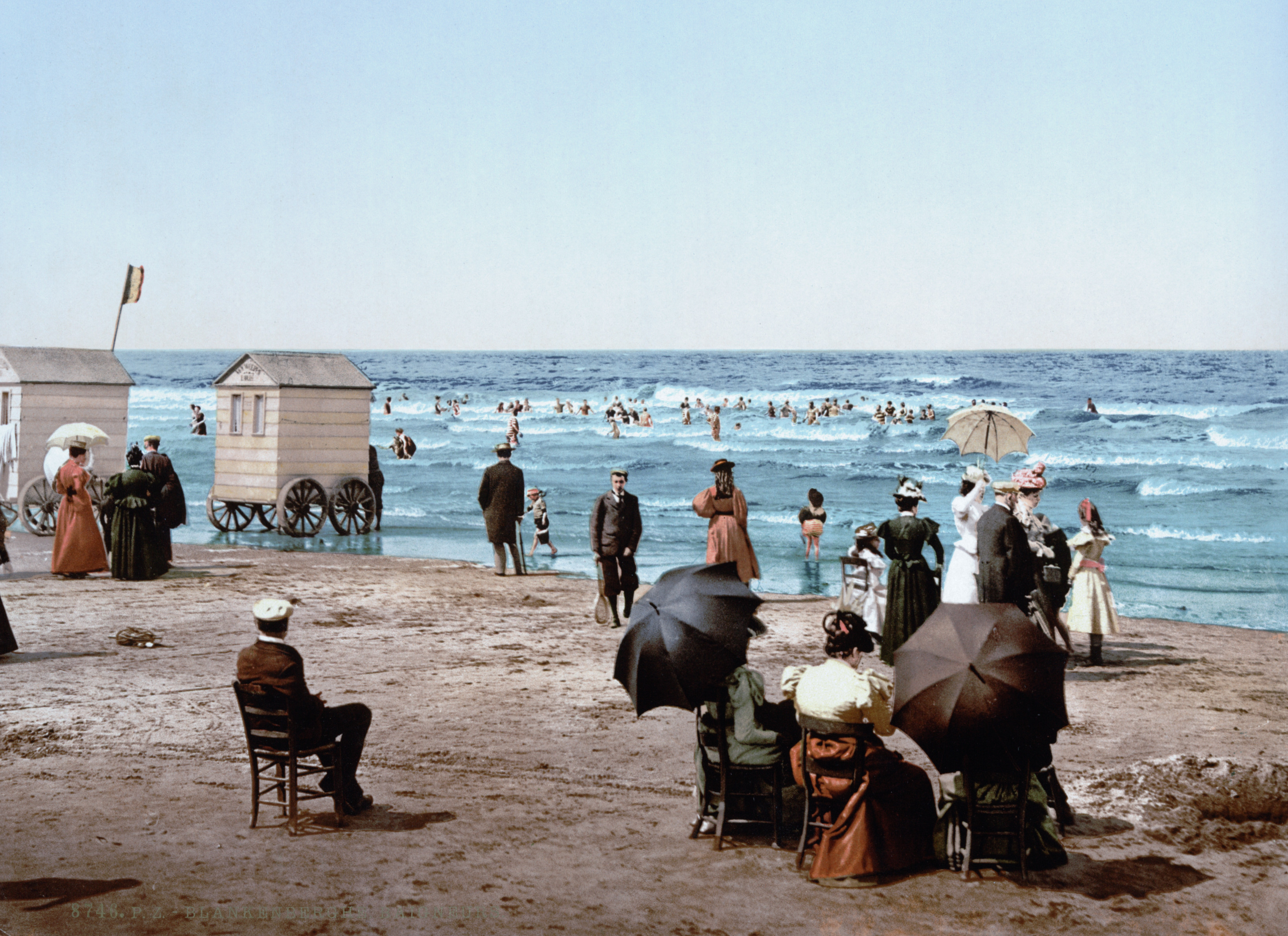
A praia de Blankenberge circa 1895